# Kaminokawa
Kaminokawa (上三川町 Kaminokawa-machi?) es un pueblo en la prefectura de Tochigi, Japón, localizado en la parte central de la isla de Honshū, en la región de Kantō. El 1 de marzo de 2021 tenía una población estimada de 30 886 habitantes y una densidad de población de 568 personas por km².

## Geografía
Kaminokawa se encuentra en el sureste de la prefectura de Tochigi, en la parte norte de la llanura de Kantō, unos 90 km al norte de Tokio. El río Kinu, un afluente del Tone, forma la frontera con la vecina Mooka.

## Historia
Las villas de Kaminokawa, Hongo y Tako fueron creadas dentro del distrito de Haga el 1 de abril de 1889. El 26 de diciembre de 1891, la villa de Tako pasó a llamarse Meiji. Kaminokawa fue elevada al estatus de pueblo el 1 de julio de 1893 y el 29 de abril de 1955 absorbió Meiji y Hongo.

## Demografía
Según los datos del censo japonés, la población de Kaminokawa se ha mantenido estable en los últimos 30 años.
| Gráfica de evolución demográfica de Kaminokawa entre 1940 y 2015 |
|                                                                  |
| Oficina de Estadísticas de Japón                                 |